# 블랙 벨벳

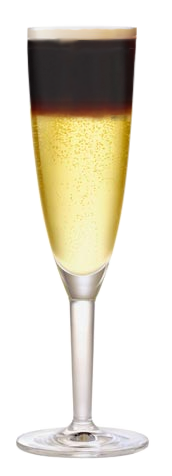

블랙 벨벳(영어: Black Velvet)은 발포성 포도주 또는 스타우트 (주로 기네스)를 기반으로 하는 맥주 칵테일이다. 전통적으로는 샴페인을 기반으로 한다. 1861년 작센코부르크고타의 앨버트의 죽음을 애도하기 위해 런던의 술집 브룩스스의 바텐더가 만든 것으로 알려져 있다.